# 謝宗倫
謝宗倫（1533年—？），字子敘，直隸徽州府祁門縣人，民籍，明朝政治人物。

## 生平
隆慶元年（1567年）丁卯科應天府鄉試第二十五名舉人。隆慶二年（1568年）聯捷戊辰科會試第二百四十八名，三甲第二百三十八名進士。同年任廣東順德縣知縣。抵任三月，革弊窦，士气民风大振。卒于官，士民痛哭。

## 家族
曾祖謝恒；祖父謝宣；父謝應鳳。嫡母許氏；生母朱氏。慈侍下。兄宗儒、弟宗俊。叔父謝應龍，嘉靖二年進士。